# Orla Walsh
Orla Walsh (9 mei 1989) is een baanwielrenster uit Ierland.

## Carrière
In maart 2016 begon ze op 27-jarige leeftijd pas met wielrennen. Ze won tien gouden medailles op de nationale kampioenschappen baanwielrennen van haar land. Walsh neemt in mindere mate ook deel aan wegwedstrijden, in 2022 werd zij elfde bij het Ierse nationale kampioenschap op de weg. In augustus 2020 reed ze een Iers nationaal record op de 500 meter tijdrit op de baan.
Over Walsh werd een documentaire gemaakt, Cycling Changed My Life: Orla Walsh. Hierin vertelt Walsh hoe  haar leven veranderde van feestende tiener met alcohol en sigaretten naar een topsporter die Iers nationaal baankampioen werd.

## Palmares
| Jaar | IK                                           | EK | WK | Overige |
| ---- | -------------------------------------------- | -- | -- | ------- |
| 2017 | ploegenachtervolging · teamsprint · tijdrit  |    |    |         |
| 2018 | scratch · tijdrit · sprint                   |    |    |         |
| 2019 | tijdrit · koppelkoers · scratch · teamsprint |    |    |         |
| 2020 | sprint                                       |    |    |         |
| 2021 | keirin · tijdrit · sprint                    |    |    |         |
| 2022 | keirin · tijdrit · sprint                    |    |    |         |
| 2023 | keirin · sprint · ploegenachtervolging       |    |    |         |